# Discografia de Fun Factory

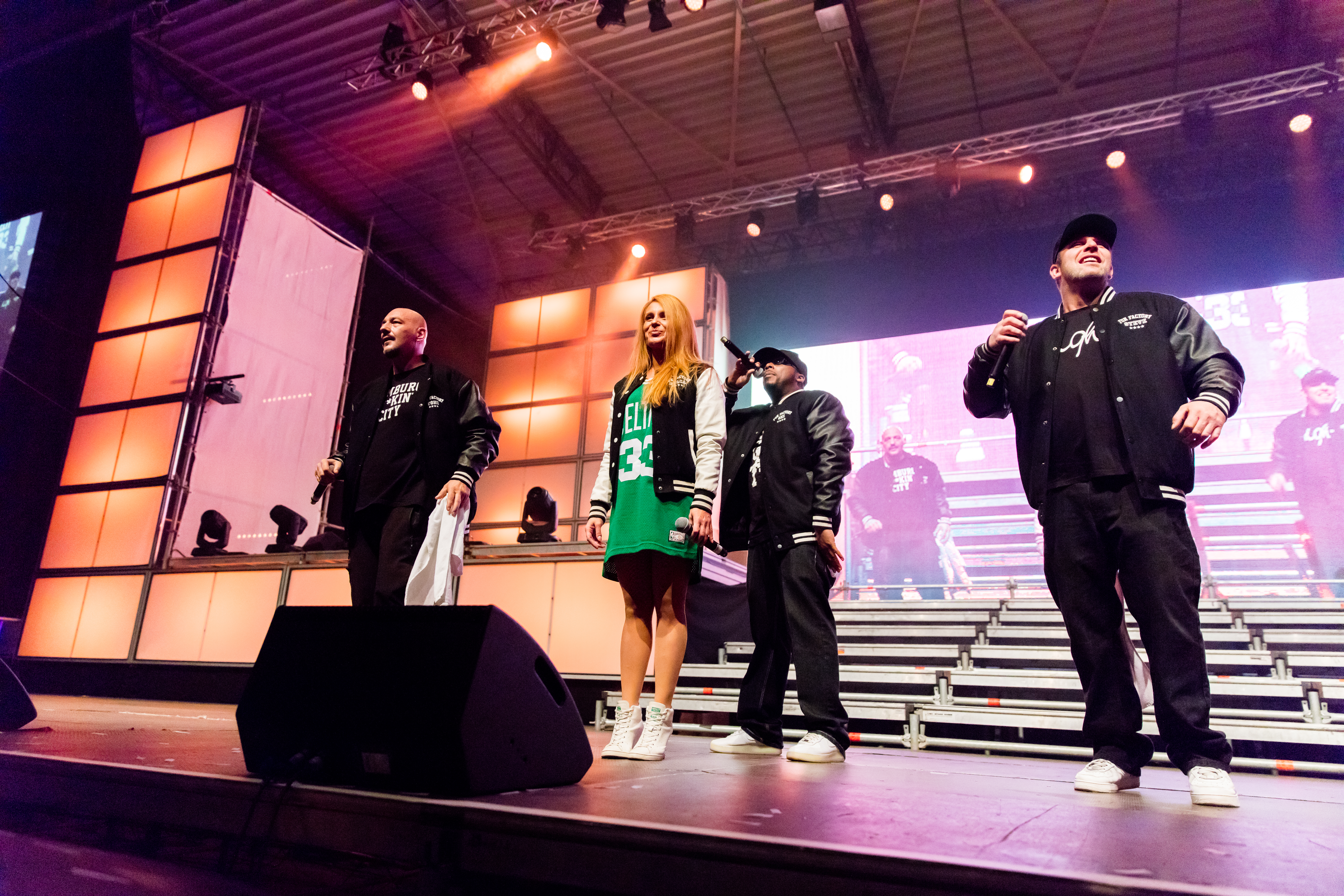
durante o Sunshine Live "Die 90er - Live on Stage" no Maimarkt Halle, Mannheim, Baden-Württemberg, Alemanha em 28/11/2015

O grupo alemão de eurodance Fun Factory lançou quatro álbuns de estúdio, duas coletâneas, um álbum de remixagens, dezessete singles e onze vídeos musicais.

## Álbuns de estúdio
| NonStop! The Album                                    | - Lançamento: 24 de abril de 1994 - Gravadora: Regular Records - Formato: CD        | —  | 41 | —  |             |
| Fun-Tastic                                            | - Lançamento: 13 de novembro de 1995 - Gravadora: Regular Records - Formatos: CD    | 49 | 43 | 36 | - CAN: Ouro |
| Next Generation                                       | - Lançamento: 19 de julho de 1999 - Gravadora: Marlboro Records - Formatos: CD      | —  | —  | —  |             |
| ABC of Music                                          | - Lançamento: 21 de agosto de 2002 - Gravadora: Victor Entertainment - Formatos: CD | —  | —  | —  |             |
| "—" indica uma obra que não entrou na tabela musical. |                                                                                     |    |    |    |             |